# 스파이더캠

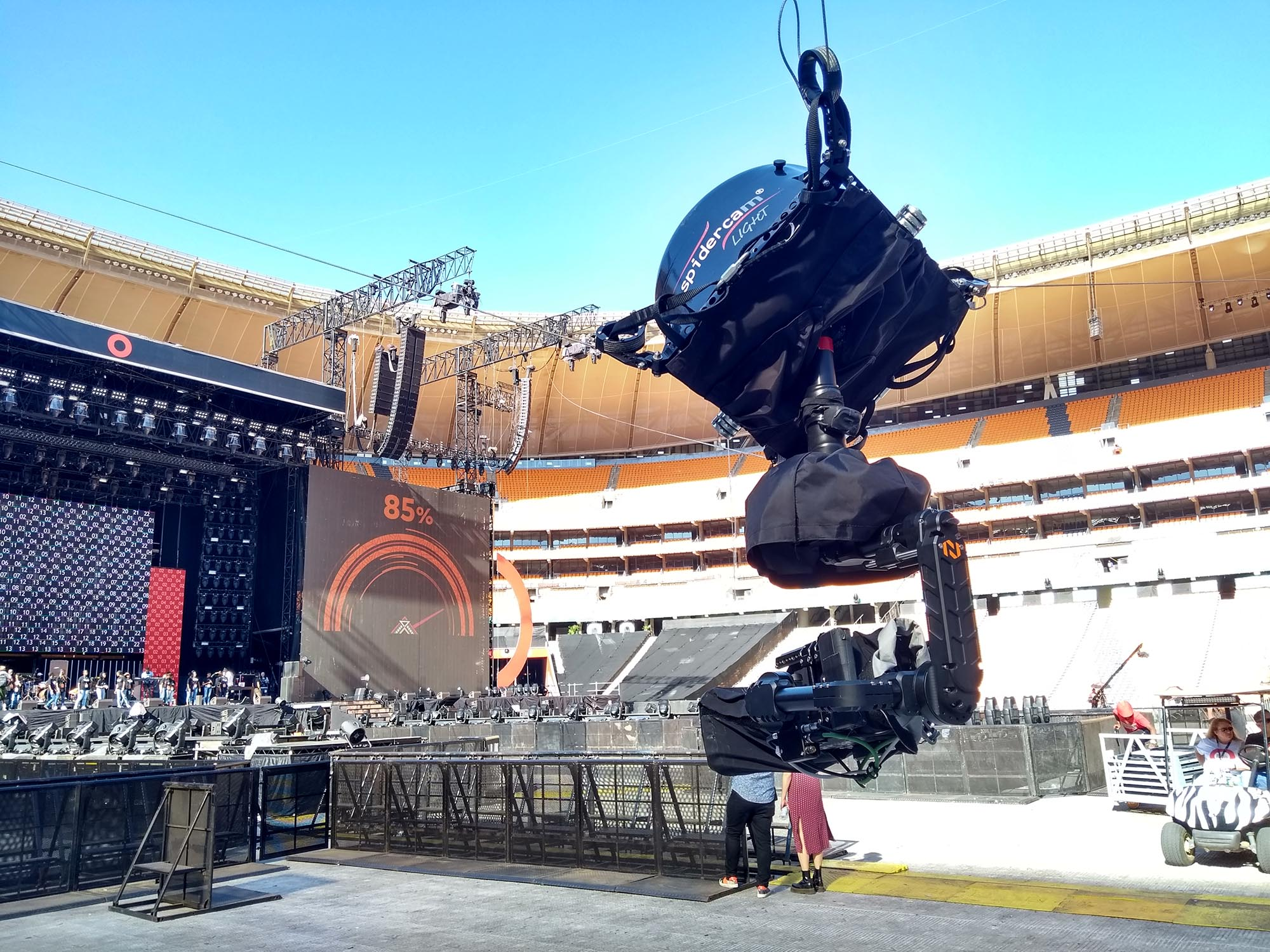
뉴턴 안정화 카메라 헤드를 장착한 스파이더캠 라이트 3D 케이블 캠 시스템. 2018년 비욘세 & 제이Z의 온 더 런 II 투어에서 비행 TV 카메라를 가능하게 했다.

스파이더캠(Spidercam)은 케이블 서스펜드 카메라 시스템으로, 카메라가 사전에 정해진 영역, 일반적으로 크리켓 경기장, 축구장 또는 테니스 코트와 같은 스포츠 행사의 경기장 위에서 수직 및 수평으로 움직일 수 있도록 한다. 스파이더캠이라는 이름은 상표이다. 스파이더캠 시스템은 1984년 미국에서 발명된 선행 시스템인 스카이캠을 모델로 한다.
스파이더캠은 촬영 구역 바닥의 각 모서리에 위치한 4개의 전동 윈치로 작동하며, 각 윈치는 자이로 안정화 카메라 캐리어 또는 돌리에 연결된 케블라 케이블을 제어한다. 케이블의 감고 풀림을 제어함으로써 시스템은 돌리가 3차원 공간의 어느 위치에든 도달할 수 있도록 한다. 스파이더캠 "조종사"의 입력은 광섬유 케이블을 통해 윈치로 명령을 전달하는 소프트웨어에 의해 처리된다. 케블라 케이블 중 두 개에는 원격 제어 카메라 헤드에 명령을 전달하고 카메라의 고화질 신호를 제어 스테이션으로 다시 가져오기 위해 광섬유 케이블이 직조되어 있다. 2019년부터 스파이더캠이 사용하는 원격 카메라 헤드는 스웨덴 뉴턴 노르딕이 개발한 NEWTON S2 자이로 안정화 카메라 헤드이다. 카메라를 수용하는 이 원격 헤드는 팬, 틸트 및 롤 움직임을 제공하며 렌즈의 초점, 줌 및 아이리싱도 제어한다. 특별히 훈련된 스파이더캠 촬영기사가 조종사 옆에서 NEWTON 카메라 헤드를 제어한다. 스파이더캠 GmbH는 스파이더캠을 개선하고 고객 요청을 충족하기 위한 특수 응용 프로그램을 개발하는 사내 엔지니어링 부서를 보유하고 있다. 예를 들어, 라이브 TV 방송에서 증강 현실을 제공한다.

## 역사
CCSytems Inc.의 설립자인 옌스 C. 페터스가 스파이더캠 시스템을 개발했다. 오스트리아 회사는 2000년에 카메라 운반 장치를 위한 완전한 기능을 갖춘 케이블 서스펜션 시스템을 특별히 만들기 위해 설립되었는데, 이는 지면을 따라 측면 또는 수평으로만 움직일 수 있는 것이 아니라 수직으로도 움직일 수 있어 표준화되고 신뢰할 수 있는 구성 요소를 모듈로 사용하여 실내외의 넓은 영역을 커버하면서 완전한 3차원 움직임을 제공한다.
시스템의 첫 번째 성공적인 테스트는 2003년 오스트리아 캐른텐의 대형 이벤트 홀에서 이루어졌다. 2004년에는 오스트리아의 TV 프로덕션에서 처음으로 시스템이 사용되었다. 같은 해, 페터스는 카메라 모션 기술 전문 렌탈 회사인 독일 PMT Professional Motion Technology GmbH와 팀을 이루었다. PMT의 영감을 받은 몇 가지 수정 후 스파이더캠이 시장에 출시되었다. 초기 사용은 콘서트(카일리 미노그 (호주), 로비 윌리엄스 (영국), 폴리스 (밴드) (아르헨티나)), TV 프로그램(유로비전 송 콘테스트 (그리스 및 핀란드)), 주요 스포츠 행사(헝가리 유럽 수영 컵, 멕시코 및 스페인 레드불 X-파이터스, 국제 축구 경기)와 같은 라이브 이벤트였다. PMT는 또한 35mm 필름 카메라용 시스템도 제공한다.
새로운 파트너인 오스트리아 사업가 헤르베르트 네프가 2007년에 페터스에 합류하여 새로운 회사인 스파이더캠 GmbH가 설립되었다. 그 이후로 스웨덴, 영국, 프랑스, 포르투갈, 이탈리아, 폴란드, 튀니지, 호주, 중국 등 여러 국가에서 추가적인 비즈니스 관계가 형성되었으며, 이들 국가는 해당 국가의 방송 및 영화 제작 회사에 직원, 장비 및 현지 노하우를 제공한다. 스파이더캠 서비스에 대한 증가하는 수요를 충족하기 위해 스파이더캠 GmbH는 예비 운영자를 위한 교육을 제공한다.
크리켓에서 스파이더캠은 인디언 크리켓 리그(ICL)에서 처음 사용되었고, 이어서 뭄바이에서 열린 2010년 인디언 프리미어리그(IPL) 준결승, 그리고 남아프리카 공화국에서 열린 챔피언스 리그 트웬티20에서 사용되었다. 2012년 남아프리카 공화국의 호주 투어 중 더 가바에서 열린 테스트 경기에서 처음으로 사용되었다.

## 스포츠
스파이더캠은 FIFA 월드컵, 디 애시스, 방글라데시 프리미어리그, 인디언 프리미어리그, 파키스탄 슈퍼리그, 분데스리가, 럭비 월드컵, UEFA 챔피언스리그, 잉글랜드 프리미어리그, 얼티밋 파이팅 챔피언십, US 오픈 (테니스) 및 프랑스 오픈에서 일반적으로 사용된다.

## 엔터테인먼트
스파이더캠 시스템은 미국 가수 비욘세와 래퍼 제이Z의 온 더 런 II 투어와 함께 순회 공연을 했다. 메탈리카는 월드와이어드 투어에서 두 개의 스파이더캠 시스템을 사용했다. 스파이더캠은 또한 MTV 비디오 뮤직 어워드, 2015년 6월과 7월 산타클라라와 시카고에서 열린 그레이트풀 데드 "페어 더 웰" 콘서트, 콜드플레이 뮤직 오브 더 스피어스 투어 2022-2025, 더 프롬스에서도 사용되었다. 스파이더캠은 테일러 스위프트: 에라스 투어 제작에도 사용되었다.

## 사고

### 모터 레이싱
2013 코카-콜라 600은 케이블캠(잘못 알려진 스파이더캠)이 경주로에 추락하여 중단되었다.

### 크리켓
공이 스파이더캠을 명확한 증거로 타격하면, 공은 데드 볼로 선언되며 기록된 득점이나 잡은 위켓은 무효화되고 공은 다시 던져진다.
2014-2015년 가바스카-보더 트로피 테스트 시리즈의 네 번째 테스트 경기에서 호주 주장 스티브 스미스 (크리켓 선수)는 지지 와이어가 시야에 들어와 놓쳤다고 비난받았다.
2012년 10월 22일 2012 챔피언스 리그 트웬티20에서 뭄바이 인디언스와 시드니 식서스 간의 그룹 B 경기 중 디네시 카르틱의 샷이 스파이더캠을 강타했다. 이 충격은 카메라 시스템에 손상을 입히지 않았고 카메라는 계속 방송되었다. 공은 데드 볼로 선언되었다.
2016년 1월 23일 SCG에서 호주와 인도 간의 다섯 번째 ODI 경기 중 비라트 콜리가 존 헤이스팅스 (크리켓 선수)의 공을 쳐 스파이더캠을 강타했다. 공은 여전히 경계선에 도달했지만 데드 볼로 선언되었다.
2019년 인디언 프리미어리그 중 자이데브 우나드카트는 논란을 일으킨 샷을 쳤는데, 그의 프랜차이즈인 라자스탄 로열스는 공이 스파이더캠이 매달려 있던 케이블에 굴절되었다고 생각했기 때문이다. 세 번째 심판이 결정적인 증거를 가지고 있지 않았기 때문에 공은 데드 볼로 판정되지 않았다.
2022년 박싱데이 테스트 2일차 멜버른 크리켓 그라운드에서 호주와 남아프리카 공화국 간의 경기 중 스파이더캠이 남아프리카 공화국 패스트 볼러 안리히 노르체를 넘어뜨렸다. 그는 심하게 다치지 않았고 계속 볼링을 할 수 있었다. 스파이더캠은 그날 남은 시간 동안 사용이 중단되었고 나머지 테스트 경기에서는 다른 운영자가 사용되었다. 카메라는 경기 중 3.5m 미만의 높이로 이동해서는 안 된다.

### 배구
2016년 리우 올림픽 배구 경기 중 2016년 8월 8일 방영된 경기에서 배구공이 스파이더캠을 강타했고 심판은 아웃으로 판정했다. 미국 코치는 항의했지만 항소할 수 없다는 말을 들었다. 규칙에 따르면 코트와 머리 위의 물체 사이에는 최소 30 피트 (9.1 m)의 거리가 있어야 한다. 미국은 네덜란드를 상대로 두 번째 경기를 이겼다.

## 같이 보기
- 스카이캠